# Juraj Slovinac
Juraj Slovinac ili Juraj iz Slavonije (Rayn u Akvileji ili Brežice, današnja Slovenija, 1355./1360. – 1416.) – latinskoga imena Georgius de Sclavonia, francuskoga imena Georges d'Esclavonie ili de Sorbonne – hrvatski je glagoljaš, latinist, duhovni pisac i profesor na Sorboni.
Točna godina rođenja nije izvjesna, kao ni mjesto rođenja, pa se nagađa da je rođen u Raynu u Akvileji ili Brežicama u današnjoj Sloveniji 1355. ili 1360. godine. Godine 1400. napisao je glagoljašku početnicu, kojom je francuskim kolegama htio pokazati da osim hebrejskoga i grčkoga pisma postoji izvorno hrvatsko pismo, koji naziva hrvatski alfabet. Početnicu je nazvao Hrvatski abecedarij. Napisao je na glagoljici i osnovne kršćanske molitve. U tome pismu napisao je za se da slavi misu i na hrvatskomu i na latinskomu jeziku i da je prvi hrvatski biskup koji to čini jer poznaje oba jezika:
Doktorirao je teologiju na pariškomu sveučilištu Sorboni 1401. godine i uvršten je u popis predavača toga sveučilišta. Od 1404. godine službovao je u francuskome gradu Toursu. Bio je kanonik i ispovjednik u ženskome samostanu Beaumont.
Objavio je još jednu knjigu, Le chasteau de virginité (Tvrđava djevičanstva ili Dvorac djevičanstva). Knjiga je ušla u povijest francuske i europske književnosti. Postoje brojni primjerci te knjige iz 15. stoljeća, tri francuska izdanja i još jedno izdanje na latinskomu od dva stoljeća poslije. Djelo jest poslanica njegovoj duhovnoj štićenici Izabeli od Villeblanchea koja se tek zaredila. Napisano je u osam poglavlja na latinskomu, a predstavlja pouku o tome kako će provoditi duhovni život posvećene djevice, o dostojanstvu redovničkoga staleža, krepostima poniznosti i poslušnosti, o preziru svijeta, odricanju od tjelesnih užitaka te o posvemašnjemu pripadanju Kristu. Na hrvatski ga je preveo Franjo Šanjek. U pismu Izabeli od Villeblanchea, svojemu kumčetu, izrijekom spominje Istru na koju je bio vrlo ponosan i koju ističe kao na dio svoje hrvatske domovine (Istria eadem patria Chrawati).
U oporuci je zaželio da se misa zadušnica za njega održava nakon blagdana sv. Jeronima (1. listopada). Spomen na Slovinca u Hrvatskoj danas je potaknulo Društvo prijatelja glagoljice iz Zagreba, a mise se održavaju od 2010. godine.
Slovinčeva baština u kojoj je dokumentirao hrvatstvo Istre poslužila je hrvatskim svećenicima, prije svega Boži Milanoviću, da na međunarodnoj konferenciji u Parizu 1946. godine izbore povratak Istre matici Hrvatskoj. Na taj se konferenciji rješavala sudbina Istre, a kao dokaz priloženi su pariški zapisi Jurja Slovinca iz oko 1400. godine te Slovinčev zapis Istria eadem patria Chrawati (‘Istra je domovina Hrvata’).

## Vanjske poveznice
- Croatica Christiana Periodica, Vol.34 No.65 Lipanj 2010. Zrinka Novak: Juraj Slovinac - teolog i profesor pariške Sorbone
- Croatian History Darko Žubrinić: Tablica hrvatske glagoljice Jurja Slovinca